# Simning vid olympiska sommarspelen 1960
Simningen vid olympiska sommarspelen 1960 i Rom bestod av femton grenar, åtta för män och sju för kvinnor, och hölls mellan den 26 augusti och 3 september 1960 i Stadio Olimpico del Nuoto. Antalet deltagare var 380 tävlande från 45 länder. För första gången fanns 4 x 100 meter medley med på programmet.

## Medaljfördelning
| Pl. | Nation                 | Guld | Silver | Brons | Totalt |
| --- | ---------------------- | ---- | ------ | ----- | ------ |
| 1   | USA                    | 9    | 3      | 3     | 15     |
| 2   | Australien             | 5    | 5      | 3     | 13     |
| 3   | Storbritannien         | 1    | 1      | 1     | 3      |
| 4   | Japan                  | 0    | 3      | 2     | 5      |
| 5   | Tysklands förenade lag | 0    | 1      | 3     | 4      |
| 6   | Nederländerna          | 0    | 1      | 2     | 3      |
| 7   | Sverige                | 0    | 1      | 0     | 1      |
| 8   | Brasilien              | 0    | 0      | 1     | 1      |

## Medaljörer

### Damer
| Gren                         | Guld                                                          | Silver                                                            | Brons                                                                              |
| 100 m frisim Detaljer...     | Dawn Fraser Australien                                        | Chris von Saltza USA                                              | Natalie Steward Storbritannien                                                     |
| 400 m frisim Detaljer...     | Chris von Saltza USA                                          | Jane Cederqvist Sverige                                           | Tineke Lagerberg Nederländerna                                                     |
| 100 m ryggsim Detaljer...    | Lynn Burke USA                                                | Natalie Steward Storbritannien                                    | Satoko Tanaka Japan                                                                |
| 200 m bröstsim Detaljer...   | Anita Lonsbrough Storbritannien                               | Witrud Urselmann Tysklands förenade lag                           | Barbara Göbem Tysklands förenade lag                                               |
| 100 m fjäril Detaljer...     | Carolyn Schuler USA                                           | Marianne Heemskerk Nederländerna                                  | Jan Andrew Australien                                                              |
| 4 x 100 m frisim Detaljer... | USA Joan Spillane Shirley Stobs Carolyn Wood Chris von Saltza | Australien Dawn Fraser Ilsa Konrads Lorraine Crapp Alva Colquhuon | Tysklands förenade lag Christel Steffin Heidi Pechstein Gisela Weiss Ursel Brunner |
| 4 x 100 m medley Detaljer... | USA Lynn Burke Patty Kempner Carolyn Schuler Chris von Saltza | Australien Marilyn Wilson Rosemary Lassig Jan Andrew Dawn Fraser  | Tysklands förenade lag Ingrid Schmidt Ursula Küper Bärbel Fuhrmann Ursel Brunner   |

### Herrar
| Gren                         | Guld                                                        | Silver                                                               | Brons                                                            |
| 100 m frisim Detaljer...     | John Devitt Australien                                      | Lance Larson USA                                                     | Manuel dos Santos Brasilien                                      |
| 400 m frisim Detaljer...     | Murray Rose Australien                                      | Tsuyoshi Yamanaka Japan                                              | John Konrads Australien                                          |
| 1500 m frisim Detaljer...    | John Konrads Australien                                     | Murray Rose Australien                                               | George Breen USA                                                 |
| 100 m ryggsim Detaljer...    | David Theile Australien                                     | Frank McKinney USA                                                   | Robert Bennett USA                                               |
| 200 m bröstsim Detaljer...   | William Mulliken USA                                        | Yoshihiko Osaki Japan                                                | Wieger Mensonides Nederländerna                                  |
| 200 m fjäril Detaljer...     | Michael Troy USA                                            | Neville Hayes Australien                                             | Dave Gillanders USA                                              |
| 4 x 200 m frisim Detaljer... | USA George Harrison Richard Blick Michael Troy Jeff Farrell | Japan Makoto Fukui Hiroshi Ishii Tsuyoshi Yamanaka Tatsuo Fujimoto   | Australien David Dickson John Devitt Murray Rose John Konrads    |
| 4 x 100 m medley Detaljer... | USA Frank McKinney Paul Hait Lance Larson Jeff Farrell      | Australien David Theile Terry Gathercole Neville Hayes Geoff Shipton | Japan Kazuo Tomita Koichi Hirakida Yoshihiko Osaki Keigo Shimuzu |